# Guerra d'indipendenza della Colombia
La  guerra d'indipendenza della Colombia fu il processo storico che permise l'emancipazione della Colombia dall'Impero spagnolo, ponendo fine al periodo coloniale.

## Storia
Questo processo ebbe luogo nel corso di un conflitto sviluppatosi nel primo quarto del XIX secolo per emancipare il territorio a quel tempo noto come Province Unite della Nuova Granada. Esso fu parte delle guerre d'indipendenza ispanoamericane, una serie di lotte sorte in America e motivate dalla Campagna di Spagna del 1808, condotta dalle truppe napoleoniche francesi in Europa.
I movimenti indipendentisti iniziarono con una serie di eventi bellici condotti da Antonio Nariño e da Camilo Torres Tenorio. La prima fase della guerra, dal 1810 al 1819, fu caratterizzata da costanti lotte interne tra i difensori dell'indipendenza. Nel 1811 alcune province della Nuova Granada si costituirono in un nuovo stato indipendente, consistente in una confederazione debole di quelle province che nel 1810 si erano dichiarate indipendenti. Nel 1816 gli Spagnoli ripresero in controllo del paese, instaurando il cosiddetto "regime del terrore", benché durante questo periodo vari gruppi repubblicani si mantennero attivi, esercitando un potere effettivo negli Llanos, principalmente nella Guayana venezuelana e nella provincia di Casanare.
Nel 1819 un esercito repubblicano comandato da Simón Bolívar attraversò le montagne che separano la provincia di Casanare da quella di Tunja e diedero battaglia a Paya, a Pantano de Vargas e a Puente de Boyacá, ottenendo via libera per prendere il controllo di Bogotà, città alla quale giunse il 10 agosto 1819.
Il territorio del Vicereame della Nuova Granada si trasformò in Province Unite della Nuova Granada, una repubblica federale successivamente integrata nella Grande Colombia, un territorio comprendente le attuali Colombia, Venezuela, Ecuador e Panama e così denominato in onore di Cristoforo Colombo. Nel 1831 la Grande Colombia si dissolse e la Nuova Granada divenne la Repubblica di Colombia.